# In Pursuit of Polly
In Pursuit of Polly er en amerikansk stumfilm fra 1918 af Chester Withey.

## Medvirkende
- Billie Burke som Polly Marsden
- Thomas Meighan som Colby Mason
- Frank Losee som Buck Marsden
- A.J. Herbert som Talbot Sturgis
- William B. Davidson som Larry O'Malley